# Jøssingfjord
Der Jøssingfjord ist ein Fjord im Gemeindegebiet Sokndal in der Provinz Rogaland in Südnorwegen.

## Beschreibung
Der Fjord ist ca. drei Kilometer lang, schmal und von steilen Bergen umgeben. Am östlichen Ufer befinden sich kleinere Ansiedlungen und der gleichnamige Ort Jøssingfjord, der auch über eine Hafenanlage verfügt. Der Fylkesvei 44 (Fv 44) verbindet den Fjord mit dem Rest des Landes. Ca. 4 km nordöstlich des Fjords liegt die Tellnes-Mine, eine der größten Titan-Bergwerke Europas. Betreiber ist die Firma Titania AS. Das Erz Ilmenit wird dort im Tagebau abgebaut, als Konzentrat aufbereitet und im Fjord auf Schiffe verladen. Am Ende des Fjords steht das „Nedre Helleren“-Wasserkraftwerk, das aus Gewässern oberhalb des Fjords gespeist wird. 

## Sehenswürdigkeiten
Eine Touristenattraktion ist der ehemalige Bauernhof „Helleren“ am Ende des Fjords. Unter einem überhängenden Felsen stehen dort zwei alte Holzhäuser, die besichtigt werden können und einen Eindruck vom dortigen früheren, einfachen Leben vermitteln.
Am Ende des Fjords steht auch das im Sommer 2023 eröffnete Jøssingfjord Vitenmuseum (Wissenschaftsmuseum). Es informiert über die Geologie und den Bergbau in der Region sowie über die Geschichte des Zweiten Weltkrieges in der Region.
Folgt man vom Museum dem Ana-Sira-veien (Fv 44) eine Wegstrecke von etwa 1500 m bergauf, so erreicht man einen Aussichtspunkt knapp 150 Höhenmeter über dem Fjord. Hier befinden sich auch Gedenksteine und Informationen über Kriegsereignisse des Zweiten Weltkriegs in der Umgebung, u. a. zum Altmark-Zwischenfall. 

## Altmark-Zwischenfall
Der Altmark-Zwischenfall ereignete sich im Jøssingfjord am 16. Februar 1940 während des Zweiten Weltkriegs. Norwegen war zu der Zeit ein neutraler Staat. Das Schiff Altmark war ein deutsches Versorgungsschiff, das u. a. 300 alliierte Kriegsgefangene an Bord hatte und auf dem Weg in die Heimat war. Mit der Absicht, die Gefangenen zu befreien, drängten Schiffe der Royal Navy die Altmark in den Jøssingfjord und enterten auf Befehl von Winston Churchill das Schiff. Bei der Aktion konnten alle Gefangenen befreit werden, es starben acht deutsche Seeleute, bei den Engländern gab es keine Verluste. Im Zusammenhang mit der wenige Wochen später begonnenen deutschen Invasion von Norwegen wurde der Vorfall von deutscher Seite für Propagandazwecke ausgenutzt. Die nach der Besetzung eingesetzte norwegische Marionettenregierung unter Vidkun Quisling schuf den Begriff „Jøssing“ für Proalliierte und Gegner des Deutschen Reichs, was eigentlich abfällig gemeint war. Er entwickelte sich in weiten Teilen der Öffentlichkeit jedoch zu einer Ehrenbezeichnung für einen norwegischen Patrioten.

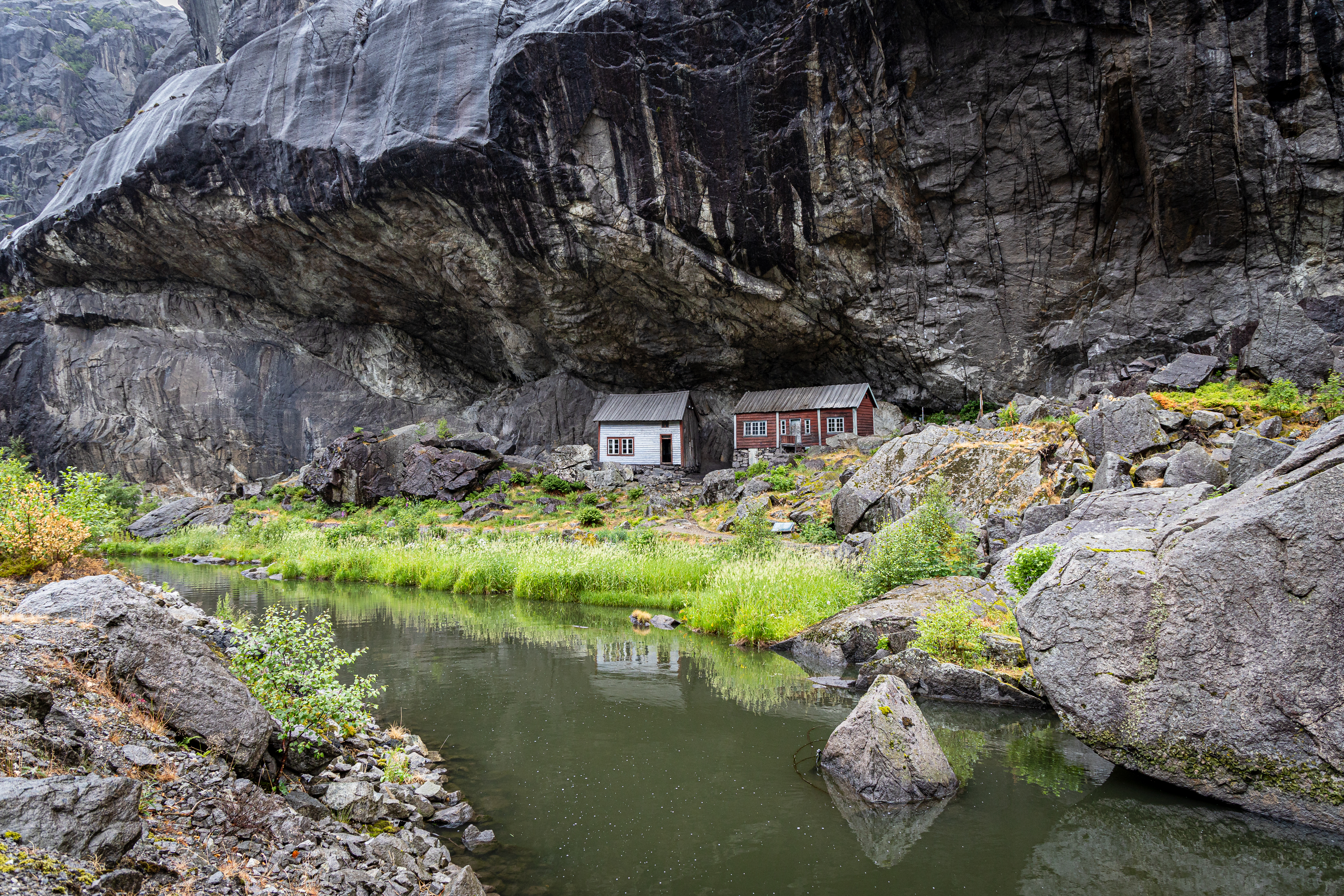
Historischer Hof Helleren unter einem Abri am Jossingfjord
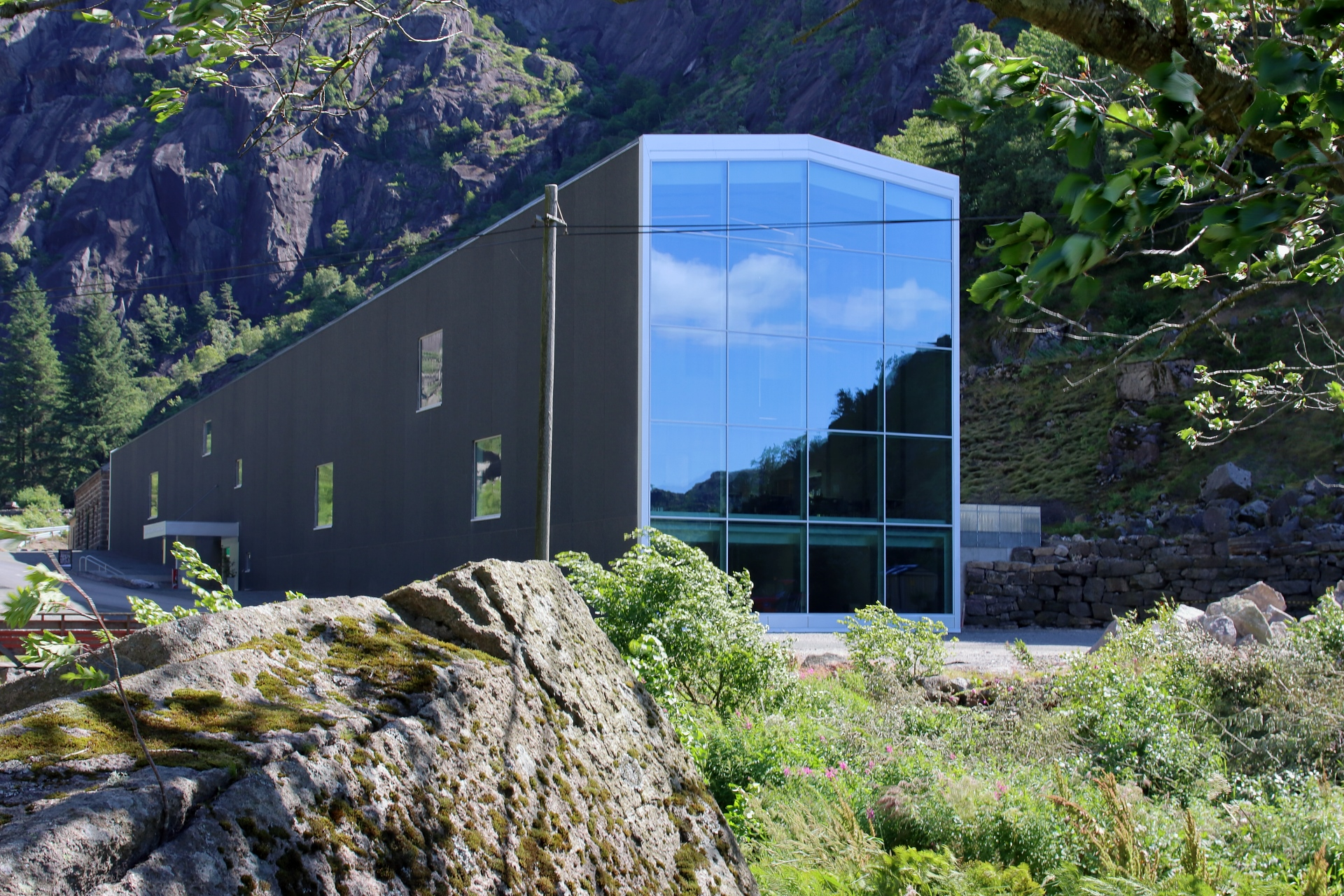
Jøssingfjord Vitenmuseum
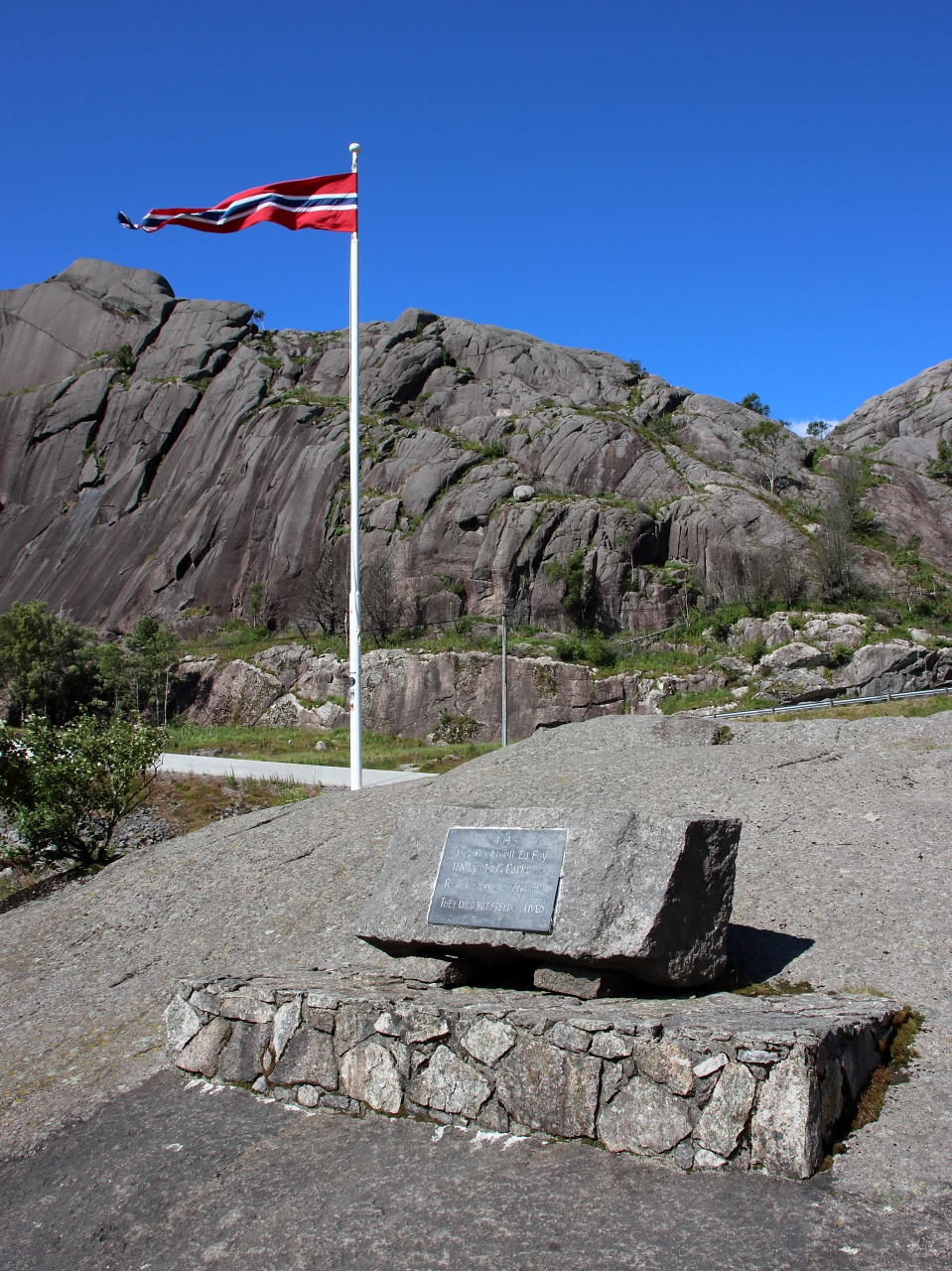
Jøssingfjord Denkmal am Aussichtspunkt
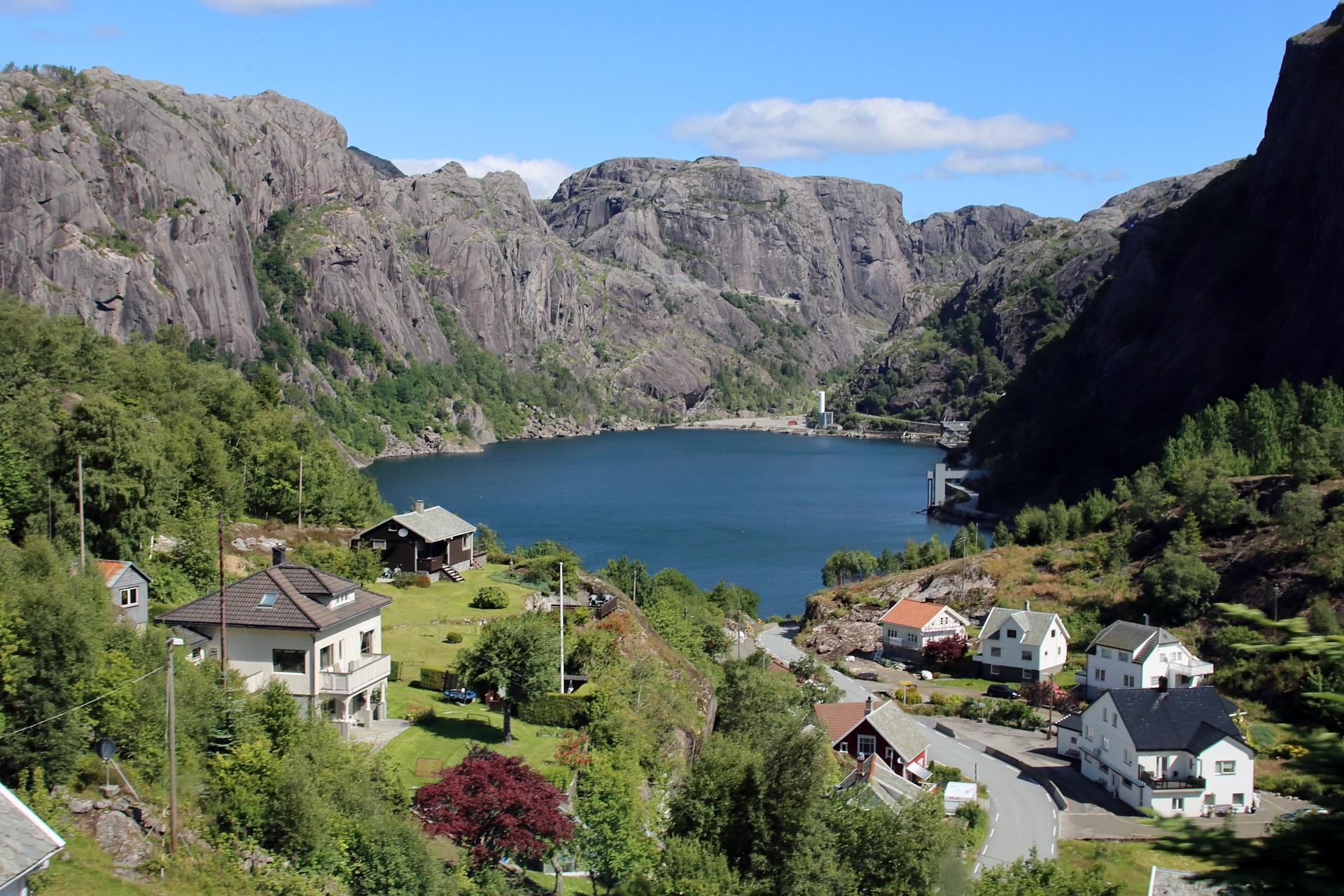
Der Ort Jøssingfjord mit Blick in den Fjord